# Desak Made Rita Kusuma Dewi
Desak Made Rita Kusuma Dewi   (Buleleng, 24 de gener de 2001) és una escaladora de competició indonèsia especialitzada en escalada de velocitat de competició. El novembre de 2023, Desak va ser nomenada a la llista de les 100 dones més influents del món per la BBC britànica.

## Trajectòria
Aficionada a l'escalada ràpida des que anava a l'escola primària de Bali, des de molt jove va guanyar diverses competicions en aquesta modalitat d'escalada. Desak va començar a estudiar a la Universitat d'Educació de Ganesha el 2019.
Desak va acabar desena en la general de velocitat a la Copa del Món d'Escalada IFSC 2022 i té dos podis de la Copa del Món. Va acabar com a subcampiona als campionats asiàtics d'escalada IFSC 2022 a Seül, Corea del Sud. Va guanyar la medalla d'or a l'esdeveniment de velocitat femení al Campionat del Món d'escalada IFSC 2023 l'agost de 2023: el seu temps rècord de 6,49 segons li va permetre classificar-se en els Jocs Olímpics de París del 2024.
Aquesta trajectòria esportiva i la cobertura mediàtica corresponent van desencadenar que la BBC la inclogués en la seva llista de dones més inspiradores del planeta juntament amb una altra dona indonèsia, la guardaboscs i activista conservacionista Sumini.